# Lagnov

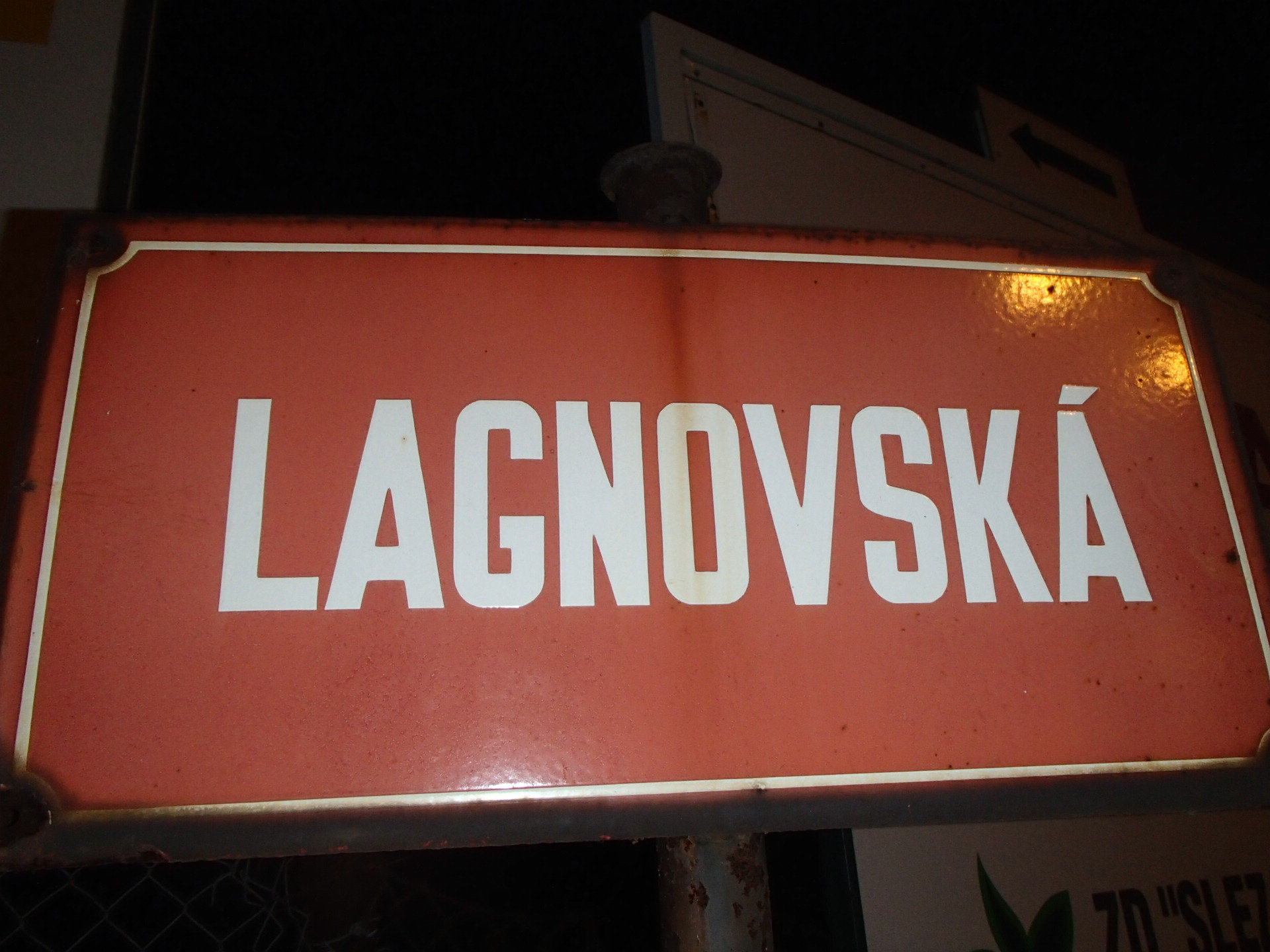
Značka s názvem ulice „Lagnovská“

Lagnov (německy Lagnau) je bývalá samostatná osada ležící jižně od města Klimkovice, založená před rokem 1424 jako vesnický doplněk města.
Po druhé světové válce byl Lagnov připojen k městu Klimkovice. Název osady nyní nese ulice Lagnovská.

## Obyvatelstvo
Podle sčítání v roce 1880 žilo v Lagnově 600 obyvatel.